# Cao Shunli
Pour les articles homonymes, voir Cao.
Dans ce nom, le nom de famille, Cao, précède le nom personnel.
Cao Shunli chinois simplifié : 曹顺利 ; chinois traditionnel : 顺利曹 (28 mars 1961-14 mars 2014) est une avocate et militante des droits de l'homme chinoise.

## Biographie

### Jeunesse
Née à Pékin, au cours de la révolution culturelle, elle a été expulsée de force avec sa famille de leur maison ancestrale dans le Zhaoyuan, province de Shandong du fait que son grand-père était membre des « classes ennemies » selon la doctrine de l'époque du Parti communiste chinois. Après une période d'étude post-universitaire, elle est assistante au Collège de sciences politiques à Pékin, puis elle est affectée à des travaux au centre de recherche du ministère du Travail et des Ressources humaines.

### Militantisme politique
Pendant les réformes du logement en 2002, Cao a dénoncé la corruption parmi ses supérieurs et a perdu son emploi. Par la suite, elle est devenue une militante des droits de l'homme et a été emprisonnée à deux reprises dans les camps de prisonniers à la suite de ses activités.

### Arrestation et mort
Cao a été arrêtée en septembre 2013 à la suite d'un sit-in de deux mois au ministère des Affaires étrangères avec un groupe demandant un examen national des droits de l'homme en Chine. Cao est morte dans un hôpital militaire chinois le 14 mars 2014, son corps montrant des « signes de mauvais traitements durant sa détention d'environ cinq mois et demi ».